# رگنسبورگ

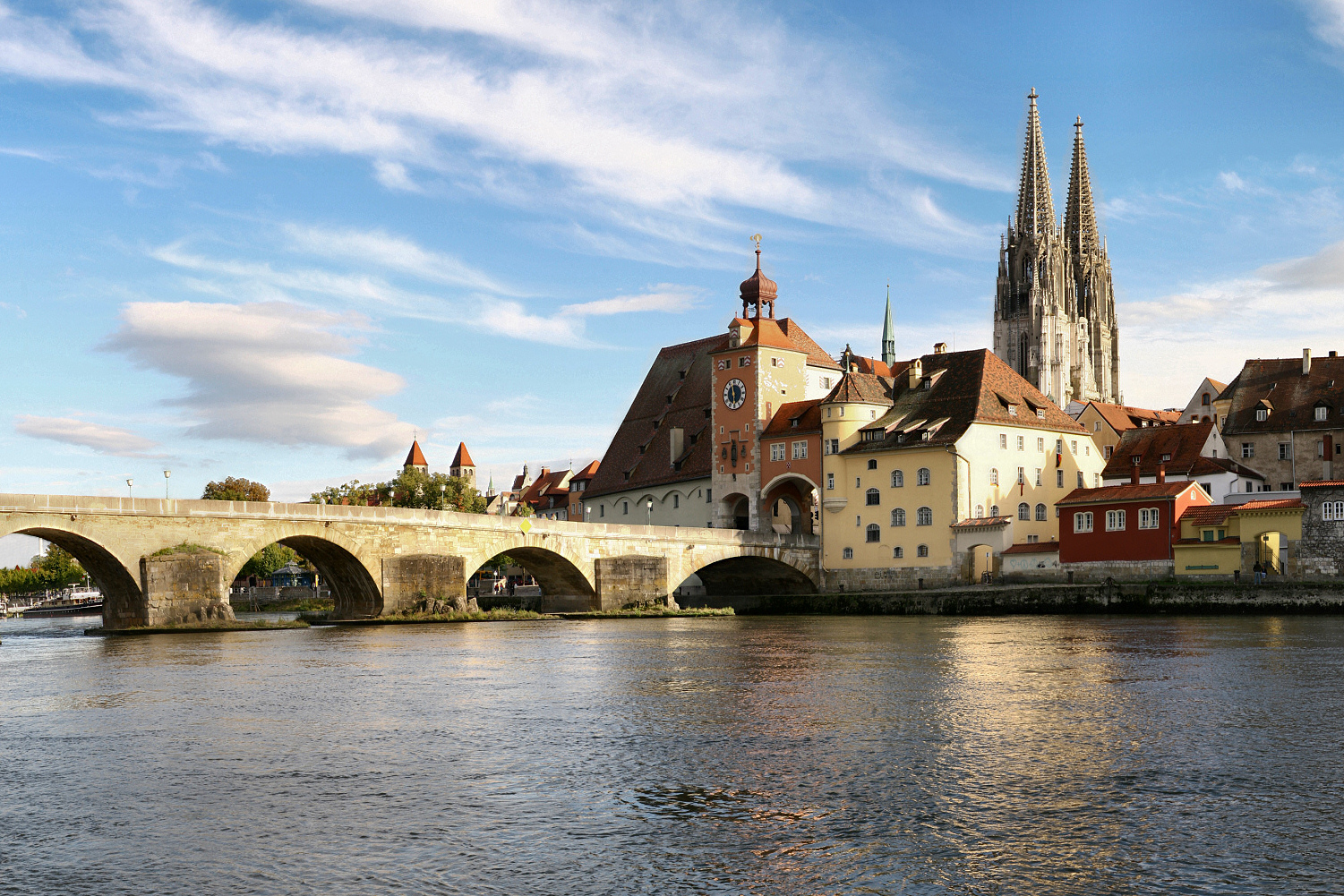
رگنسبورگ

رگنسبورگ (Regensburg) شهری در ایالت بایرن آلمان است. این شهر در کنار رود دانوب ساخته شده و جمعیت آن در ۲۰۰۷ برابر با ۱۵۱٬۰۰۰ بود.
از ۱۳ ژوئیه ۲۰۰۶ بخش مرکزی تاریخی این شهر بخشی از میراث جهانی یونسکو شد.

## شهرهای خواهر
- بریکسن، ایتالیا، از ۱۹۶۹
- کلرمونت-فراند، فرانسه، از ۱۹۶۹
- پیلزن، جمهوری چک، از ۱۹۹۳
- اودسا، اوکراین، از ۱۹۸۰[۲]

## پیوند
- تصاویر رگنسبورگ